# بخش دیر ریور، شهرستان ایتاسکا، مینه سوتا
بخش دیر ریور (به انگلیسی: Deer River Township) یک منطقهٔ مسکونی در ایالات متحده آمریکا است که در شهرستان ایتاسکا، مینه‌سوتا واقع شده‌است.
 بخش دیر ریور ۹۱٫۷ کیلومتر مربع مساحت و ۷۰۴ نفر جمعیت دارد و ۳۹۵ متر بالاتر از سطح دریا واقع شده‌است.